# کارمن راینارت
کارمن راینارت (انگلیسی: Carmen Reinhart؛ زادهٔ ۷ اکتبر ۱۹۵۵) استاد کرسی مینوس زمباناکیس در زمینهٔ نظام مالی بین‌المللی در مدرسه کندی هاروارد است. او پیشتر عضو پیوستهٔ دنیس ودرستون در مؤسسه اقتصاد بین‌الملل پیترسن و استاد علم اقتصاد و اداره کنندهٔ اقتصاد بین‌المللی در دانشگاه مریلند در کالج پارک بود. او عضو پژوهشی در دفتر ملی پژوهش اقتصادی، عضو پیوستهٔ پژوهشی در مرکز پژوهش سیاست اقتصادی, مشارکت کنندهٔ مؤسس وکس ای یو، و عضو شورای روابط خارجی است.